# Италмазов, Алламырат
Алламырат Италмазов — советский хозяйственный, государственный и политический деятель, Герой Социалистического Труда.

## Биография
Родился в 1933 году в Тедженском районе. Член КПСС.
С 1948 года — на хозяйственной, общественной и политической работе. В 1948—1993 гг. — колхозник в местном колхозе имени Калинина, тракторист в Кировской машинно-тракторной станции (МТС) Тедженского района, военнослужащий Советской Армии, тракторист колхоза имени Калинина, механик-водитель хлопкоуборочной машины, бригадир хлопководческой бригады совхоза «Теджен» Тедженского района Марыйской области Туркменской ССР.
Указом Президиума Верховного Совета СССР от 14 декабря 1972 года присвоено звание Героя Социалистического Труда с вручением ордена Ленина и золотой медали «Серп и Молот».
Избирался депутатом Верховного Совета СССР 10-го созыва. Делегат XXV съезда КПСС.
Жил в Туркмении.